# Truvér
Truvér (francouzsky Trouvère) byl severofrancouzský středověký básník-skladatel, který své milostné písně sám interpretoval. Název vznikl ze slova trubadúr jeho přepisem v okcitánštině.
Truvéři byli výrazně ovlivněni trubadúry a své písně skládali v dialektech severní Francie.
Populární obrázek truvéra nebo trubadúra je tulácký muzikant vandrující od města k městu s loutnou na zádech. Takoví lidé sice existovali, ale byli to především žongléři nebo minstrelové čili žakéři. Trubadúři a truvéři však představovali především aristokratickou hudbu. Byli to současně básníci a skladatelé, kteří byli buď podporováni aristokraty, nebo byli často sami aristokraty.